# Arria Ly
Arria Ly est le pseudonyme de Joséphine Gondon. Elle naît le 24 mars 1881, au Cayran (Cieurac, Lot) et meurt le 19 décembre 1934 à Stockholm (Suède). Elle est journaliste, éditrice et activiste féministe française, active à la fin de la Belle Époque et pendant l'entre-deux-guerres.

## Biographie

### Enfance
Joséphine Gondon naît le 24 mars 1881 au Cayran (Cieurac) dans le Lot (France). Elle est inscrite dans une école publique de filles durant deux ans à Verdun et passe le reste de son instruction à domicile. Elle ne peut ni avoir d'amies, ni sortir sans ses parents.

### Figure médiatique et militante
C'est grâce à la lecture d'un rapport de 1900 sur la réglementation de la prostitution, rédigé par Adrienne Avril de Sainte-Croix, que Joséphine Gondon décide de rester vierge. Comme sa consœur Madeleine Pelletier, elle prône une virginité militante, signifiant ainsi son refus à la fois du mariage et de l'amour libre.
Représentante de l'aile radicale du mouvement féministe français, elle militait pour une égalité absolue entre hommes et femmes. À côté de revendications classiques pour son époque, comme le droit au travail ou le suffrage féminin, elle revendiquait également pour les femmes le droit à l'autodéfense contre les agressions masculines et militait pour le service militaire féminin et la création d'un corps d'armée de volontaires féminines. Portant elle-même le revolver, elle se signala en provoquant en duel plusieurs de ses contradicteurs masculins.
Elle revendique publiquement le droit au duel pour les femmes, ce qui choque ses contemporains, et s'illustre médiatiquement en engageant des duels d'honneur avec des hommes dont elle juge l'attitude irrespectueuse. À la suite de la mort de son père, convaincue de la responsabilité d'un éminent médecin grenoblois dans son décès, elle le blesse légèrement à l'arme à feu, ce qui donne lieu à un procès médiatisé. L'accusée est défendue par l'une des premières avocates françaises, Marguerite Dilhan. Elle est acquittée le 28 février 1904, mais est contrainte de quitter la ville de Grenoble.
À la suite de cet événement, elle s'installe avec sa mère dans la ville de Toulouse et y entame des démarches de visibilité militante. En 1909, elle lance entre autres une campagne locale de médiatisation afin de recueillir des signatures pour une pétition suffragiste. Les 3000 signatures obtenues sont déposées au Conseil général de la Haute-Garonne. Un an plus tard, elle se présente aux élections législatives.
La radicalité de son militantisme contribue à sa notoriété mais est critiquée par les médias, voire suscite leur hostilité et leurs moqueries, comme en témoigne la conclusion de cet article dans un hebdomadaire parisien de 1911 : « Mlle Ly ! Vous n'avez plus l'heureux âge, où les incartades se corrigent par les fessées. Vous avez celui où des douches fréquentes peuvent rétablir l'équilibre de l'organisme. Je me permets de vous en conseiller l'usage... ».
À la suite de la publication de propos calomnieux à son égard, en 1911, elle défie en duel, lors d'une conférence, Prudent Massat, rédacteur en chef du Rappel de Toulouse, estimant que toutes les femmes sont visées dès lors que leurs opinions sont publiées dans la presse. Cette situation attire l'attention internationalement, de par les débats sur le code d'honneur patriarcal, la domination masculine dans l'espace public et les identités sexuelles des femmes. Elle obtient de Prudent Massat des excuses publiques.

### Décès
Évoquant dans ses dernières lettres le désespoir causé par la mort de sa mère, elle fait une première tentative de suicide le 31 octobre 1934, en se jetant dans la mer Baltique à Stockholm avec l'urne funéraire contenant les cendres de sa mère. Ramenée à la surface par l'urne, elle est sauvée et internée. Le 19 décembre 1934, elle réussit sa deuxième tentative de suicide en se jetant du toit d'un immeuble de seize étages (à Stockholm), acte qu'elle a annoncé à de nombreuses féministes.
À propos de ce suicide, son amie militante féministe radicale Madeleine Pelletier écrit, dans une lettre adressée à Hélène Brion : « Voilà comment en France on traite les femmes qui se distinguent au point de vue intellectuel : Arria Ly s'est suicidée et moi je suis dans une maison d'aliénés ».

## Contributions
- Elle écrit de 1902 à 1903 une chronique hebdomadaire sur le féminisme, intitulée Le Réveil du Dauphiné[1]
- De 1905 à 1912, elle habite à Toulouse et participe à des conférences, ainsi qu'à la rédaction d'article dans divers journaux[1].
- En 1908, elle est nommée rédactrice en chef de La Rénovation féministe[1], une extension thématique du journal parisien La Rénovation morale d'Adolphe Morel.
- Son propre journal, édité pendant quelques mois de 1912 à 1913, depuis Fronsac dans la Haute-Garonne, s'intitulait Combat féministe[10].